# Earl of Portarlington

Wappen der Earls Portarlington

Earl of Portarlington ist ein erblicher britischer Adelstitel in der Peerage of Ireland, benannt nach der Kleinstadt Portarlington im County Laois.
Familiensitz der Earls war früher Emo Court bei Emo im County Laois und ist heute Gledswood House bei Melrose in Roxburghshire.

## Verleihungen und nachgeordnete Titel
Der Titel wurde am 21. Juni 1785 an John Dawson, 2. Viscount Carlow, verliehen. Er hatte bereits 1779 von seinem Vater die Titel Viscount Carlow, of Carlow, und Baron Dawson, of Dawson’s Court in the Queen’s County geerbt, die seinem Vater am 24. Juli 1776 bzw. 29. Mai 1770 in der Peerage of Ireland verliehen worden war. Der älteste Sohn des jeweiligen Earls führt als Heir apparent den Höflichkeitstitel Viscount Carlow.
Heutiger Inhaber der Titel ist sein Nachfahre George Dawson-Damer als 7. Earl.

## Liste der Viscounts Carlow und Earls of Portarlington

### Viscounts Carlow (1776)
- William Dawson, 1. Viscount Carlow (1712–1779)
- John Dawson, 2. Viscount Carlow (1744–1798) (1785 zum Earl of Portarlington erhoben)

### Earls of Portarlington (1785)
- John Dawson, 1. Earl of Portarlington (1744–1798)
- John Dawson, 2. Earl of Portarlington (1781–1845)
- Henry Dawson-Damer, 3. Earl of Portarlington (1822–1889)
- Lionel Dawson-Damer, 4. Earl of Portarlington (1832–1892)
- George Dawson-Damer, 5. Earl of Portarlington (1858–1900)
- Lionel Dawson-Damer, 6. Earl of Portarlington (1883–1959)
- George Dawson-Damer, 7. Earl of Portarlington (* 1938)

Titelerbe (Heir apparent) ist der Sohn des aktuellen Titelinhabers Charles Dawson-Damer, Viscount Carlow (* 1965).